# Laraquete
Laraquete – miasto w Chile, w regionie Biobío, w prowincji Arauco.